# Bojanov
Bojanov település Csehországban, a Chrudimi járásban. Bojanov Mladoňovice, Seč, Horní Bradlo, Morašice, Krásné, Liboměřice és Vápenný Podol településekkel határos. Lakosainak száma 647 fő (2024. január 1.).

## Népesség
A település lakosságának változását az alábbi diagram mutatja:
| Lakosok száma | 1297 | 1262 | 1141 | 914  | 777  | 656  | 633  | 643  | 644  | 647  |
|               | 1869 | 1890 | 1921 | 1950 | 1980 | 2001 | 2017 | 2019 | 2022 | 2024 |